# آلفا رومئو ۷۵

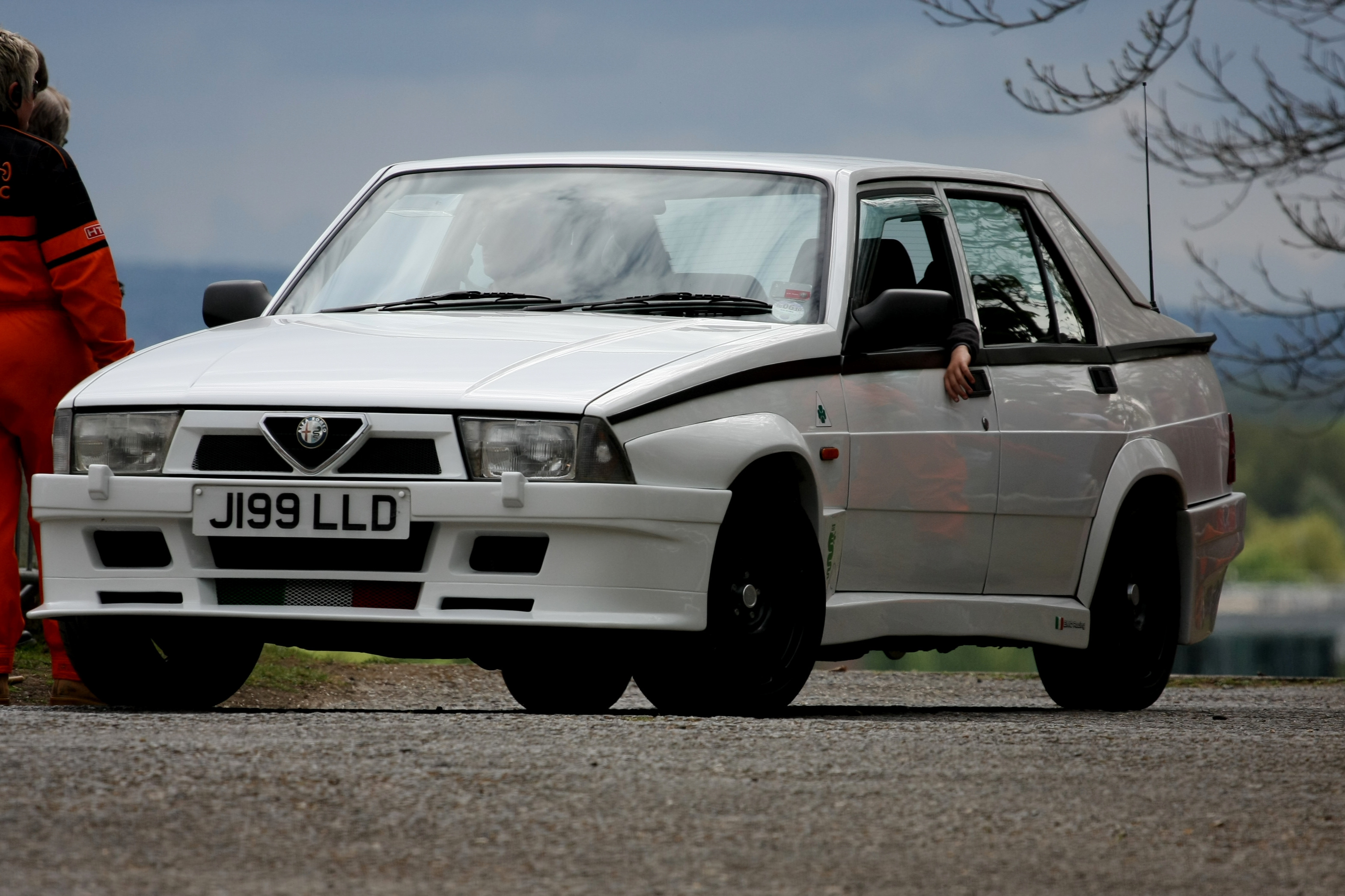

آلفارومئو ۷۵ (Alfa Romeo ۷۵) خودرویی است که در سال‌های ۱۹۸۵ تا ۱۹۹۲در میلان و ایتالیا تولید شده‌است. طراحی آن خودروهای موتور جلو-محور عقب بوده طول آن در حالت طبیعی ۴٬۳۳۱ میلیمتر (۱۷۰٫۵ اینچ) و عرض آن در حالت طبیعی ۱٬۶۳۱ میلیمتر (۶۴٫۲ اینچ) است. سیستم جعبه‌دندهٔ آن ۳ دنده به دو صورت خودکار و دستی است.